# Арнольд, Арнольд Григорьевич
Арно́льд Григо́рьевич Арно́льд (настоящая фамилия Ба́рский; 13 сентября 1897, Киев — 19 июня 1969, Москва) — советский актёр, сценарист и режиссёр. Заслуженный деятель искусств РСФСР (1963).
Считался[кем?] одним из лучших цирковых режиссёров времён советского периода.

## Биография
В 1907 начал свою сценическую деятельность в еврейской детской труппе антрепренёра Горина, затем играл у Н. Н. Соловцова в Киеве и в других драматических театрах.
С 1921 — режиссёр цирка, эстрады и кино.
В 1943—1955 — главный режиссёр Московского цирка на Цветном бульваре.
В своих воспоминаниях Ю. В. Никулин с теплотой отзывался о времени работы под руководством Арнольда и так описывал его характер и мастерство:
Он приходил в цирк на репетицию, быстрым взглядом оценивал, что происходит, мгновенно схватывал ситуацию, на лету включался в работу, тут же придумывал мизансцены, трюки, изменял текст. И все это проделывал с блеском, с иронией и, как правило, с поразительным результатом. Любая сценка, интермедия, любой номер в руках у Арнольда становились лучше. Репетиции он проводил шумно, эмоционально, яростно жестикулируя. Если артист что-нибудь делал не так, то Арнольд Григорьевич выбегал на манеж, великолепно показывал, как надо делать, и при этом ругал актёра, иногда и маститого. Ругал так, что все кругом лежали от хохота, и артист, которого ругали, тоже смеялся. На Арнольда никто не мог обижаться. Артисты уважали своего главного режиссёра за юмор, выдумку, знания. Превосходно зная психологию актёров, Арнольд легко находил общий язык с любым участником представления.Юрий Никулин
С 1956 — художественный руководитель Центральной студии циркового искусства.
Осуществлял постановки в московском, ленинградском и многих других цирках. Снимался в эпизодах кинофильмов «Весёлые ребята» и «Девушка спешит на свидание».
Умер 19 июня 1969 в Москве, и похоронен в колумбарии Новодевичьего кладбища, секция 124-31-4.

## Основные постановки
- Мариэтта и клоун Пипо (1922).
- Пантомима «Чёрный пират» (1928).
- Год четырнадцатый (1931).
- Эпрон (1933).
- Четыре программы иллюзионного аттракциона под руководством Кио.

## Награды и звания
- Орден «Знак Почёта» (9 октября 1958)[4].
- Заслуженный деятель искусств РСФСР (23 октября 1963).